# 길선주
길선주(吉善宙, 1869년 3월 15일 ~ 1935년 11월 26일)는 한국의 장로교 목사, 교육가, 독립운동가,  민족대표 33인의 한 사람이다. '조선 기독교의 아버지'로도 불린다. 아호는 영계(靈溪), 자는 윤열(潤悅)이다. 1907년에 시작된 평양대부흥운동에서 주도적인 역할을 하였고 그 영향으로 부흥운동이 전국적으로 확산되었다. 젊은 시절에 선도(仙道)를 수련하였고 기독교에 입문후에는 새벽기도회를 한국 개신교만의 독특한 문화로 정착시키는데 일조했다.
40년 목회 동안 2만여 회에 걸쳐 설교했고, 연 380만여 명에게 복음을 전해 7만여 명의 개종자를 얻었으며, 60여 곳에 교회를 설립하고, 3천여 명에게 세례를 베푼 것으로 추정된다.
평양 장대현교회(章臺峴敎會)에서 목회(牧會)를 하면서 신앙활동으로 구국운동을 펼쳤고 숭실학교(崇實學校), 숭덕학교(崇德學校) 등을 설립하고 경영에도 참여했다. 성경연구에 몰두하여 여러 저서를 남겼다. 

## 생애

### 어린 시절
평안남도 안주에서 길봉순의 차남으로 태어났다. 어려서부터 한학을 배워 시화에 능했고, 음악을 좋아했으며 한의학(漢醫學)을 연구하기도 하였다. 11살 되던해에 당시 관습에 따라 신선행과 혼인하였다. 젊은 시절에는 종교에 심취하여 19세에 관우를 섬기는 관성교에 입문했다. 힘이 장사였으나 한때 병을 얻어 이를 치료하고자 기와 차력술 등을 연마하던 중, 25세 때 친구로부터 선도(仙道)를 수련하면 장사가 된다는 말을 듣고 입산하여 3년을 노력했으나, 뜻한 바를 얻지 못하고 29세에 하산하였다.

### 기독교 입문
하산후 선도를 권했던 김종섭(金鍾燮)을 만나, 그로부터 기독교에 입교하였다는 이야기와 그가 권하는 한문 기독교 서적들을 읽었다. 특히 『천로역정(天路歷程)』에 깊은 감명을 받았다. 1897년(29세)에 그레이엄 리(Gramham Lee) 선교사로부터 세례를 받고 기독교인이 되어 신앙생활을 시작했으며 1898년에는 교회의 영수(領袖)가 되었다.  1901년 장대현교회의 장로가 되고, 1902년에 모펫 선교로부터 조사(助事)의 임무를 받고 평안도와 황해도 지방을 맡아 전도하였다.
입교 전 관우를 섬기는 무속인으로서 한 무리의 제자들을 거느릴 정도로 신통력을 인정 받았었던 그는 타고난 영적 감응 능력을 갖추고 있어서 부흥회를 이끄는 데 자질을 보였다. 

### 평양 대부흥 운동
당시에 국제사회는 제국열강들의 다툼속에 있었고, 한반도는 조선조정의 무능함속에 혼란스러움이 겹치며 조선의 개신교 교인들의 신앙은 믿음을 바탕으로 한 종교활동이 아닌 정치활동으로 변질된 양상을 띄고 있었다. 조선에서 활동중인 선교사들은 이를 바로잡는 것이 급선무라고 판단했다. 당시 영미 기독교에서는 강력한 부흥운동이 일어나고 있었는데, 한국을 방문한 부흥사들의 영향을 받은 하디(R. A. Hardie) 선교사가 부흥의 선구자가 되었다. 그는 먼저 크게 회심한 후, 1903년에 원산에서 사경회와 집회를 진행하였는데, 이를 통해 교회를 부흥시키는 일에 크게 성공을 거두었다.
이에 평양 교계에서 1906년 여름에 그를 초청하여 사경회를 개최하였다. 그러던 중 당시 선교사들과 함께 사경회를 이끌던 길선주 장로가 1907년 1월 6일 평양 장대현교회에서 새벽기도회를 인도하던중에 대중앞에서 공개 회개를 하는 일이 있었다. 그의 공개회개를 계기로 다른 사람들의 회개도 빗발쳐 나왔고 이 사건은 평양대부흥운동의 시발점이 되었다.
사경회와 집회를 통해 회심자가 속출하고 세례를 받는 사람, 개종하는 이들이 많이 발생하여 크게 부흥하였으며, 기독교적인 가치관으로 삶을 바꾸는 이들도 많았다. 그때까지 유교적 관념속에 죄라고 생각지 않았던 축첩, 노비소유, 음주, 흡연, 아편복용, 아동구타 등을 멀리하는 이들이 많이 생긴 것이다. 또한 이때에 있었던 집회로 인해 한국 개신교에만 있는 새벽기도와 통성기도라는 독특한 신앙 문화가 정착되는 계기가 되었다. 평양대부흥운동이 성공한 이후 길선주는 전국을 순회하며 부흥운동을 주도하는 한 명의 열성적인 사역자가 되어 많은 사람들을 개종시켰다.

### 목회 활동
1907년 6월 20일 조선예수교장로회신학교 제1회 졸업생이 되었으나 노회가 없어 목사 안수를 받지는 못했다. 이에 따라 미국, 캐나다, 호주 장로교회 선교부와 논의하여 한국노회 설립을 추진한 끝에, 같은해 1907년 9월 17일 평양 장대현교회에서 개최된 조선예수교장로회 제1회 독노회에서 안수를 받고 목사가 되었다. 졸업생 7명이 함께 안수를 받음으로 한국 최초의 장로교 목사가 된 7명 중 한명이 되었다.
길선주 목사는 한국교회의 현대화와 토착화를 위해서도 노력하였는데, 그 당시의 남녀 구별의 불평등을 교회 안에서 타파하기 위해, 교회당 안에 설치된 남녀 좌석 사이의 휘장을 철거 하기도 했다. 아악(雅樂)을 교회음악으로 도입하여 행사 때나 교회 명절에 연주하게 하였고, 찬양대와 교회음악단을 조직하여 교회선교활동을 활성화시켰다. 연극과 성화(聖畵)에도 관심을 두어, ‘성극의 밤’을 열기도 하였다. 1910년 제4회 노회에서 1백만 구령운동을 제창하여, 국권상실의 수치와 비운에 빠진 민족을 구령으로 위로하고 민족의 최후 보루를 교회에 구축하고자 하였다.

### 독립 운동
1897년 안창호가 독립협회 평양 지부를 설립할 때 발기인이 되는 등 기독교 계열 인사들과 함께 사회 활동을 시작했다. 1911년 105인 사건 때 체포된 바 있고, 이때 신민회 회원인 장남 길진형은 고문으로 얻은 병으로 1917년 사망했다. 1919년 3·1 운동 때는 민족대표 33인으로 참가하여 3.1 독립선언서에 서명했다가 체포되었다. 그는 도장을 이승훈에게 맡기고 3월 1일 당일에는 지방에 있었다. 김병조, 유여대, 정춘수와 함께 태화관 독립선언서 낭독 모임에는 참가하지 않은 네 명 중 한 명이다. 
1919년 당시 평균수명이 50세도 안 되던 시기에 이미 51세였고, 안질로 시력까지 많이 잃은 상태였다. 1919년 3월 1일 당일 태화관 모임 불참 사실을 확인했으나 길선주는 체포되었고 미결수로 2년 가까이 구류된 이후 일제가 체포했던 민족대표 32인 중 유일하게 무죄 판결을 받았다.

### 신학
배덕만 교수는 그가 미국의 세대주의 전천년설을 수용하여 장로교내에 보수적 신학을 대한민국에 대중화를 시킨 인물로 꼽고 있다.
제임스 게일은 길선주 목사의 스승으로 그의 책 <주님이 오신다(Jesus is Coming)>로 길선주 목사에게 영향을 끼쳤다. 그런 의미에서 길선주 목사는 한국 근본주의 신학의 시조라고 불리고 있다.
저서로 『해타론』과 『만사성취』가 있고, 유고로 『말세학』 · 『길선주목사설교집』 등을 남겼다.

## 사망
1935년 평안남도 강서의 교회에서 사경회를 인도하던 중 뇌일혈로 소천했다. 민족대표 33인 중 31인은 일제가 유죄 판결을 하고 복역 후 독립운동과 항일 운동에 참여하여 독립 운동 공로를 인정받았다. 하지만 최린과 박희도, 정춘수 3명이 추후에 변절하여 친일 행위에 가담하여 친일인사가 되었다. 길선주는 무죄를 선고받았기에 독립운동 관련 공로를 인정받지 못했다. 그러나 1년 7개월 동안 옥고를 치른 사실이 이후 확인되어 대한민국 정부는 2009년 8월 15일 광복절 기념식에서 건국훈장 독립장을 추서하였다.

## 가족 관계
- 장남 : 길진형, 신민회 회원, 고문 후유증으로 1917년 사망
- 2남 : 길진경, 목사, 1980년 평전 《영계 길선주》 출간
- 3남 : 길진섭, 화가

## 둘러보기
- 평양대부흥

## 같이 보기
- 이용도
- 이성봉
- 박재봉
- 신비주의
- 한국의 목회자 목록

## 참고 자료
- 길선주(1869~1935) 목사, 한국컴퓨터선교회 인명사전.